# Hassan Abshir Farah
Hassan Abshir Farah, in somalo Xasan Abshir Faarax (Garoe, 20 giugno 1945 – Ankara, 12 luglio 2020), è stato un politico somalo.
Già sindaco di Mogadiscio e ministro dell'interno del Puntland, ricoprì la carica di primo ministro della Somalia dal novembre 2001 al dicembre 2003.
Nel 2012 fu eletto deputato del nuovo Parlamento federale.